# أوفيس أونلاين
مايكروسوفت أوفيس أونلاين (بالإنجليزية: Microsoft Office Online)‏، هو موقع الخدمة والأدوات لمنتج مايكروسوفت أوفيس. يحتوي الموقع على قصاصات فنية وقوالب ومقالات تعليمية وتنزيلات ودورات تدريبية إلخ..
في نوفمبر 2004، سجل موقع مايكروسوفت أوفيس أونلاين 52 مليون زائر منفصل و746 مليون صفحة،‌ وصنف ضمن أعلى 100 موقع على شبكة الإنترنت.

## وصلات خارجية
- الموقع الرسمي